# Хімічні властивості вугілля

Структура вугілля

Елементний склад торфу і вугілля

Хімічні властивості вугілля

## Елементний склад
Елементний склад (вміст вуглецю, водню, кисню і азоту) є загальноприйнятою характеристикою органічної маси вугілля. За даними елементного складу можна з достатнім ступенем точності визначити теплоту згоряння, теоретичну температуру горіння і склад продуктів горіння, вихід продуктів термічного розкладу і ступінь вуглефікації. Однак вуглець, водень і кисень входять не тільки до складу органічної маси вугілля, але й мінеральних домішок, які при хімічному аналізі частково розкладаються. У зв’язку з цим елементний склад визначається не зовсім точно і він повністю не відображує істинний склад органічної маси, тому результати елементного складу звичайно перераховують на бензольну масу.
Вугілля, нагріте до високих температур без доступу повітря, розкладається з утворенням рідких і газоподібних продуктів (в основному вуглеводнів), які називаються леткими речовинами. Твердий продукт, що виникає в результаті термічного розкладу вугілля, називається коксовим залишком або корольком. Вміст і склад летких речовин залежать від термічної дії (температури і тривалості нагріву). Вихід летких речовин залежить від стадії метаморфізму. В багатьох класифікаціях вихід летких речовин використовується як параметр, що характеризує стадію метаморфізму і промислову марку вугілля.